# Satureja montana
Satureja montana (una de las ajedreas)  es una especie de planta fanerógama en la familia  Lamiaceae, nativa de regiones templadas y cálidas del sur de Europa.

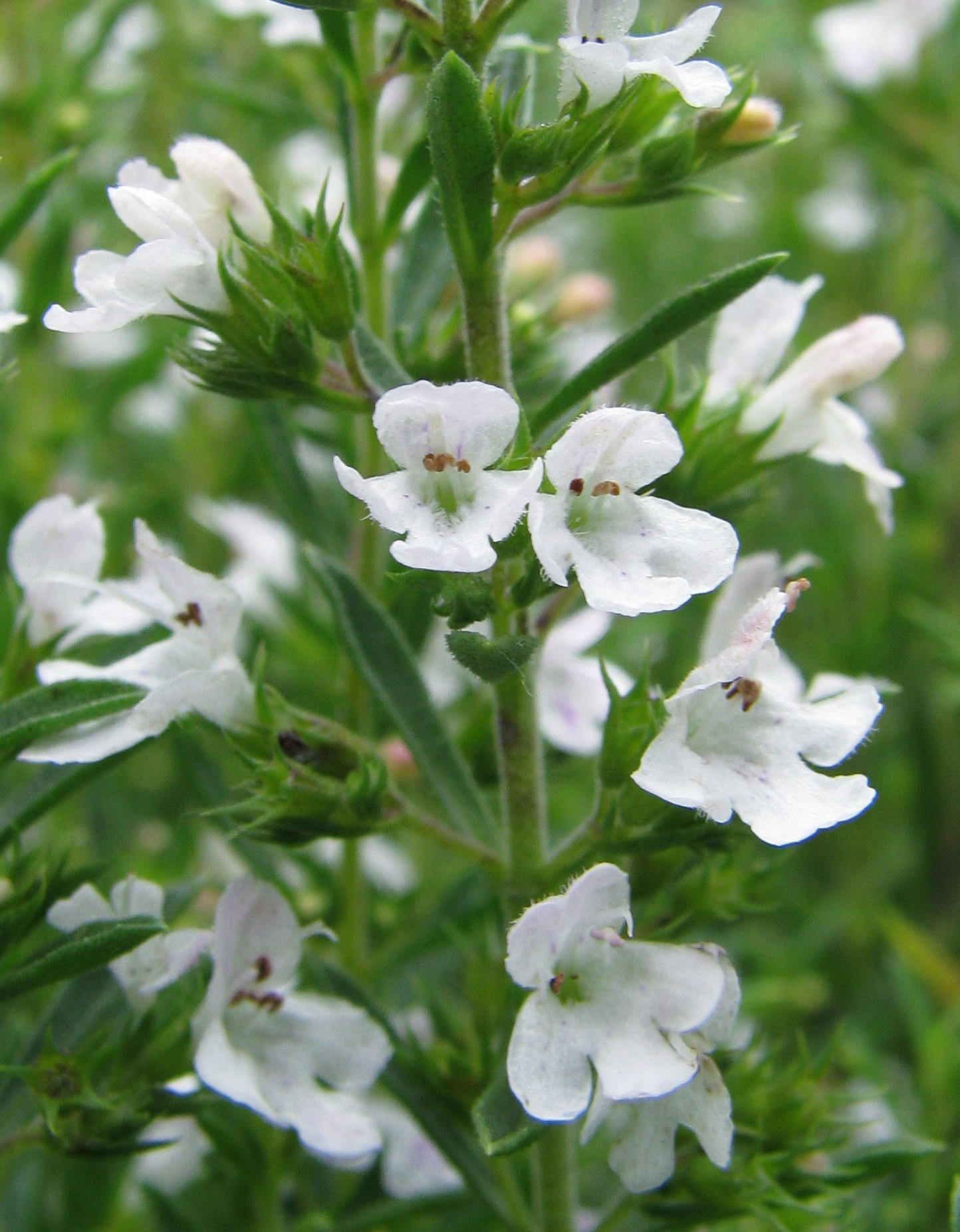
Flores

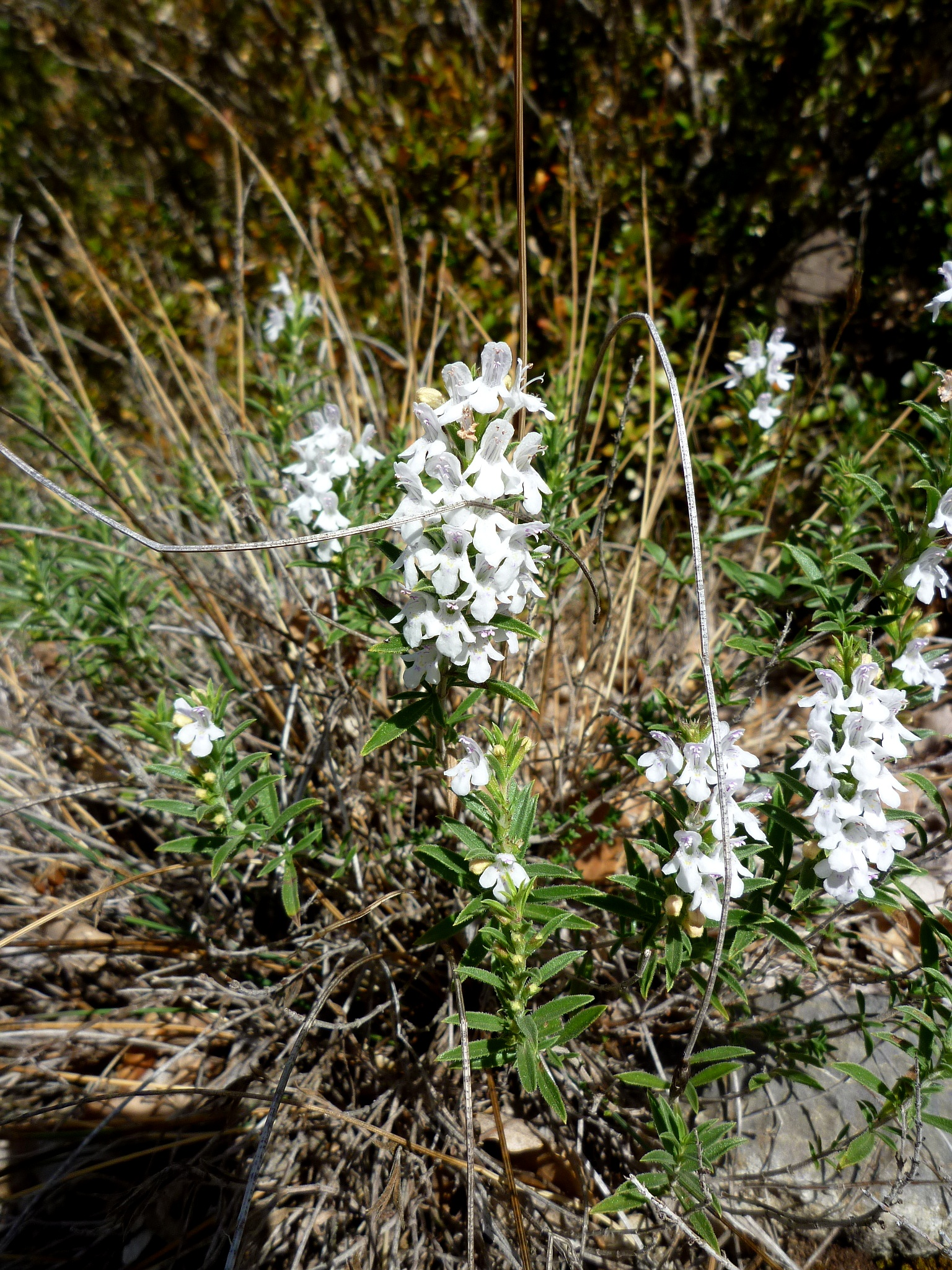
Vista de la planta en flor

## Descripción
Es una planta  perenne siempreverde, semileñosa, subarbustiva, que alcanza 50 cm de altura. Con hojas opuestas, oval-lanceoladas, de 1-2 cm de largo  y 5 mm de ancho.  Flores blancas.

### Cultivo y usos
Fácil de cultivar, hace un atractivo bordura en cualquier jardín de hierbas culinarias. Requiere suelo bien drenado y un mínimo de seis horas de sol por día.
Antiguamente se sembraba indistintamente con la más usada y conocida Satureja hortensis. Ambas tienen fuerte sabor picante.
En cocina tiene reputación de acompañar muy bien legumbres y carnes, así como platos ligeros de pollo o pavo. Tiene un  sabor fuerte en crudo, pero pierde mucho sabor en la cocción. Tiene uso medicinal como estimulante y afrodisíaco.

## Uso medicinal

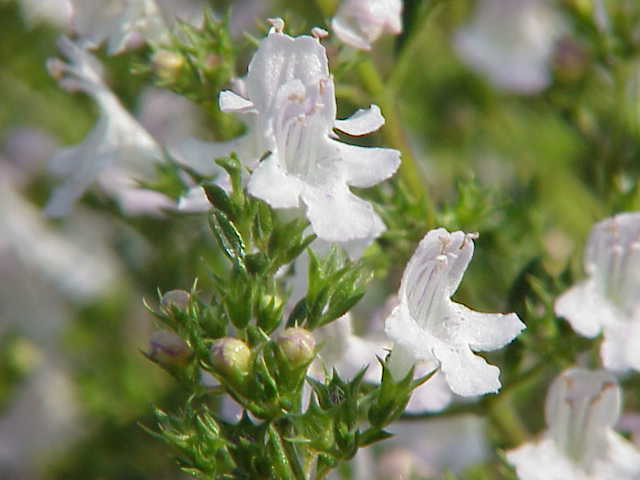
Flores y yemas de ajedrea.

- Antiséptico;  aromático; carminativo;  digestivo;  expectorante; escozores; estomacal.

"Se usa con frecuencia como hierba especia culinaria,  pero tiene beneficios medicinales, especialmente para el aparato digestivo.  Esta especie tiene una acción más fuerte  que Satureja hortensis. Toda la planta, y especialmente los brotes florales, son medianamente antisépticos, aromáticos, carminativos, digestivos,  expectorantes y estomacales. Bebido es remedio contra cólicos y flatulencias, también par tratar gastroenteritis, cistitis, náusea, diarrea, congestión bronquial, desórdenes menstruales. No es conveniente su uso en mujeres embarazadas.  
La planta se cosecha en verano, cuando está en flor y se usa fresca o seca. El aceite esencial se usa en lociones para el cuero cabelludo en casos de calvicie incipiente. En ungüento se usa externamente contra la artritis." (Tomado de Plantas para un Futuro, pfaf.org.)

### Componentes químicos
- carvacrol (30 - 75 %)
- timol (1 - 5 %)
- p-cimeno (10 - 20 %)
- gamma-terpineol (2 - 10 %)
- 1,8-cineol (3,8 %)
- borneol (12,5 %)
- a-terpineol (2,5 %)

## Taxonomía
Satureja montana fue descrita por Carlos Linneo y publicado en Species Plantarum 2: 567. 1753.
Etimología
Satureja: nombre genérico que deriva del nombre en latín de la sabrosa hierba que era bien conocido por los antiguos, y que fue recomendado por Virgilio como un árbol mielífero excelente para plantar alrededor de las colmenas.
montana: epíteto latíno que significa "de las montañas"
Vriedades aceptadas
- Satureja montana subsp. macedonica (Formánek) Baden
- Satureja montana subsp. pisidia (Wettst.) Šilić
- Satureja montana subsp. variegata (Host) P.W.Ball

Sinonimia
- Clinopodium montanum (L.) Kuntze
- Micromeria montana (L.) Rchb.
- Micromeria pygmaea Rchb.
- Micromeria variegata Rchb.
- Satureja brevis Jord. & Fourr.
- Satureja ciliata Avé-Lall.
- Satureja flexuosa Jord. & Fourr.
- Satureja hyssopifolia Bertol.
- Satureja karstiana Justin
- Satureja mucronifolia Stokes
- Satureja ovalifolia Huter, Porta & Rigo
- Satureja petraea Jord. & Fourr.
- Satureja pollinonis Huter, Porta & Rigo
- Satureja provincialis Jord. & Fourr.
- Satureja pyrenaica Jord. & Fourr.
- Satureja rigidula Jord. & Fourr.
- Satureja trifida Moench
- Saturiastrum montanum (L.) Fourr.
- Saturiastrum petraeum Fourr.
- Thymus montanus (L.) Dum.Cours.[4]

## Nombres comunes
- Ajedrea común, ajedrea de montaña, ajedrea montesina, ajedrea salvaje, ajedrea silvestre, axedrea, axedrea de montaña, axedrea montana, axedrea salvaje, boja, hisopillo, isopillo, isopo montano, isopo montesino, jedrea, morquera, saborea, tomillo real,saldorecha en Fabara y sedulicha en Nonaspe ambos pueblos de la provincia de Zaragoza.[5]